# Eric Strobel
Eric Strobel (né le 5 juin 1958 à Rochester, dans l'état du Minnesota aux États-Unis) est un joueur américain de hockey sur glace qui évoluait en position d'ailier droit. Lors des Jeux olympiques d'hiver de 1980 à Lake Placid, il remporte la médaille d'or.
Il est le fils d'Art Strobel, joueur professionnel de hockey sur glace.

## Statistiques en carrière

### En club
| Saison    | Équipe                      | Ligue         |    | Saison régulière | Saison régulière | Saison régulière | Saison régulière | Saison régulière |   | Séries éliminatoires | Séries éliminatoires | Séries éliminatoires | Séries éliminatoires | Séries éliminatoires |
| Saison    | Équipe                      | Ligue         | PJ | B                | A                | Pts              | Pun              | PJ               | B | A                    | Pts                  | Pun                  |                      |                      |
| 1976-1977 | Golden Gophers du Minnesota | NCAA          | 39 | 11               | 14               | 25               | 12               | -                | - | -                    | -                    | -                    |                      |                      |
| 1977-1978 | Golden Gophers du Minnesota | NCAA          | 38 | 11               | 18               | 29               | 30               | -                | - | -                    | -                    | -                    |                      |                      |
| 1978-1979 | Golden Gophers du Minnesota | NCAA          | 44 | 30               | 22               | 52               | 34               | -                | - | -                    | -                    | -                    |                      |                      |
| 1979-1980 | États-Unis                  | International | 49 | 14               | 24               | 38               | 22               | -                | - | -                    | -                    | -                    |                      |                      |
| 1979-1980 | Americans de Rochester      | LAH           | 13 | 4                | 4                | 8                | 4                | 3                | 2 | 0                    | 2                    | 2                    |                      |                      |

### En équipe nationale
| Année | Équipe     | Événement            |   | PJ | B | A | Pts | Pun                 |  | Résultat |
| 1979  | États-Unis | Championnat du monde | 8 | 3  | 3 | 6 | 2   | 7e place de l'élite |  |          |
| 1980  | États-Unis | Jeux olympiques      | 7 | 1  | 2 | 3 | 2   | Médaille d'or       |  |          |

## Palmarès
- Médaille d'or aux Jeux olympiques de Lake Placid en 1980